# Municipio José María Vargas (Táchira)
José María Vargas es uno de los 29 municipios que forman parte del Estado Táchira, en Los Andes de Venezuela. Su capital es la población de El Cobre. Tiene una extensión de 266 km², según estimaciones del INE su población para el año 2017 es de 10 126 habitantes.

## Historia
En el año 1558, durante las expediciones de conquista y colonización provenientes de Mérida, los españoles atravesaron las serranías del actual Estado Táchira y descubrieron el valle donde hoy se asienta la población de El Cobre. Este hecho marca el inicio de la historia del Valle de San Bartolomé de Vargas. El descubrimiento fue realizado el 24 de agosto de 1558 por el capitán Juan Rodríguez Suárez, en un sitio habitado por una comunidad indígena conocida como El Acabuco, poblada por los indios Cobreros.
Durante la época colonial, la región fue conocida como San Bartolomé de El Cobre, nombre que combina la advocación santoral de origen español con la denominación indígena. El centro poblado comenzó a consolidarse hacia mediados del siglo xvii.
El desarrollo de El Cobre estuvo vinculado al camino real, hoy carretera transandina, y al auge de las minas de cobre, que atrajeron el interés de habitantes locales y visitantes. Aunque no existe un acta formal de fundación, diversos registros documentan el surgimiento del poblado como una comunidad establecida.

### Consolidación eclesiástica y civil
- En 1812, el presbítero Dr. Pablo Antonio Morales ejercía como capellán en una zona de rancherías y vecindarios a orillas del camino real, conocida como Capellanía del Carmen.
- En abril de 1818, el obispo Hernández Milanés propuso la creación de un curato en el río El Valle, en La Higuera, cerca de Angostura, siendo finalmente establecido en El Cobre, en el Valle de San Bartolomé.
- El Cobre fue erigido como parroquia civil el 26 de noviembre de 1852 y como parroquia eclesiástica en 1854, año en que se abrió el primer libro de bautizos, el 22 de febrero.

Entre 1873 y 1881, El Cobre tuvo la categoría de Distrito Vargas, y posteriormente fue denominado Parroquia Vargas hasta el 10 de agosto de 1904, cuando pasó a formar parte de los municipios del estado Táchira con el nombre de municipio Vargas.

### Infraestructura y modernización
- En 1926 se instaló la primera planta eléctrica.
- En 1937 se construyó el acueducto.
- El 27 de noviembre de 1942, una inundación causada por el desbordamiento de una quebrada, producto de una tromba marina, marcó una de las tragedias más recordadas por los pobladores.

Durante la década de 1940 se desarrollaron importantes obras:
- Construcción de la Casa Municipal (hoy Prefectura), la sede de la Policía, la primera Planta Eléctrica Estadal, el sistema de cloacas, el asfaltado de la calle Bolívar, la fundación de la escuela, el comedor escolar y la medicatura.

En los años 1950, el crecimiento del centro poblado se estancó, pero en la década de 1960 se reactivó el desarrollo:
- Construcción de un grupo escolar, asfaltado de la calle Sucre y vías transversales, y remodelación del viejo cuartel.

En los años 1970:
- Se construyó el liceo, se asfaltó la calle Ricaurte y la zona del cementerio. El cuartel fue abandonado progresivamente hasta su cierre definitivo en 1981.

### Fundación Centro Ecológico del Táchira
En 1988, se reabrió la sede del antiguo cuartel para su remodelación y puesta en funcionamiento del Centro Ecológico de las Tierras Altas, actualmente conocido como Fundación Centro Ecológico del Táchira (Fundaceta). Esta institución desarrolla programas de reforestación de cuencas, análisis de suelos, biocontroladores y biotecnología, y cuenta con laboratorios e invernaderos equipados para tales fines.
En 19 de febrero del año 1995 deja de ser Parroquia Vargas del Municipio Jáuregui y pasa a ser   Municipio José María Vargas, quedando conformado desde el sector “La Puntica”, como límite con el Municipio Jáuregui por el Norte; en los Laureles, Aldea Mesa de Aura, como límite con el Municipio Andrés Bello; por el este limita con el Municipio Sucre, divide el Páramo del Portachuelo; y por el Oeste limita con el Municipio Michelena,divide el sector Angarabeca, Aldea Venegara.

### Toponimia
El nombre del municipio es nombrado en honor a José María Vargas, médico y político venezolano, primer presidente civil de la historia de Venezuela desde la separación de la nación de la Gran Colombia en 1830 y la promulgación de la Constitución de 1830.

## Geografía
El Cobre fue desarrollado a lo largo del camino real, hoy carretera transandina, como resultado de las actividades desplegadas por las minas de cobre que crearon mucha expectativa e interés dentro de los habitantes de la zona y visitantes de otros lugares.
El cobre un pueblo que se caracteriza por sus paisajes verdes, una región natural que cuenta con interesantes bellezas como el Páramo del Zumbador, Los Mirtos, Parque de Angostura y Parque de Mesa de Aura.
El municipio tiene un clima frío que es acogedor para el turista, sus temperaturas oscila entre 15 a 18 °C. El pueblo de El Cobre tiene una variedad de paisajes montañosos y suelos fértiles aptos para la producción agrícola.

### Límites
Limita al norte con el municipio Seboruco, al sur con el municipio Andrés Bello, al este con los municipios Jáuregui y Sucre; y al oeste con el municipio Michelena.

### Organización parroquial
| Parroquia                   | Superficie | Población (2010) | Densidad       | Capital  |
| --------------------------- | ---------- | ---------------- | -------------- | -------- |
| 1.) El Cobre                | km²        | hab.             | hab./km²       | El Cobre |
| Municipio José María Vargas | 266 km²    | 15.625 hab.      | 35,06 hab./km² | El Cobre |

## Política y gobierno

### Alcaldes
| Período     | Alcalde          | Partido político / Alianza | % de votos | Notas |
| ----------- | ---------------- | -------------------------- | ---------- | --- |
| 1995 - 2000 | Eligio Chacón    |                            | -          | Primer alcalde bajo elecciones directas (se realizaron elecciones generales adelantadas en el 2000 debido a la aprobación de la Constitución de 1999) |
| 2000 - 2004 | Eligio Chacón    |                            | 56,23      | Reelecto |
| 2004 - 2008 | Pablo Moncada    |                            | 54,31      | Segundo alcalde bajo elecciones directas |
| 2008 - 2013 | Pablo Moncada    |                            | 51,57      | Reelecto (se postergan 1 año las elecciones municipales pautadas para finales del 2012)                                                               |
| 2013 - 2017 | Pablo Moncada    |                            | 57,98      | Reelecto |
| 2017 - 2021 | Ramón Mora       |                            | 53,10      | Tercer alcalde bajo elecciones directas |
| 2021 - 2025 | Teresa Contreras |                            | 50,75      | Cuarto alcalde bajo elecciones directas |

### Concejo municipal
Período 1995 - 2000
| Concejales:         | Partido político / Alianza |
| ------------------- | -------------------------- |
| Edgar Pérez         | AD                         |
| José López          | AD                         |
| Rolando Escalante   | COPEI                      |
| Alejandro Contreras | COPEI                      |
| Alberto Contreras   | MAS                        |

Período 2000 - 2005
| Concejales: | Partido político / Alianza |
| ----------- | -------------------------- |
| '           | AD                         |
| '           | AD                         |
| '           | AD                         |
| '           | COPEI                      |
| '           | MVR                        |

Período 2005 - 2013
| Concejales:     | Partido político / Alianza |
| --------------- | -------------------------- |
| Marino García   | MVR                        |
| Luis Colmenares | MVR                        |
| Luis Salcedo    | MVR                        |
| Benigno Sánchez | MVR                        |
| Enrique Morales | MVR                        |

Período 2013 - 2018
| Concejales       | Partido político / Alianza |
| ---------------- | -------------------------- |
| Carlos Escalante | PSUV                       |
| Julia Ramírez    | PSUV                       |
| Jose Pernia      | PSUV                       |
| Rosa Barragán    | PSUV                       |
| Juan Duque       | MUD                        |

Período 2018 - 2022
| Concejales       | Partido político / Alianza |
| ---------------- | -------------------------- |
| Romi Sánchez     | PSUV                       |
| Yolanda Pérez    | PSUV                       |
| Carlos Escalante | PSUV                       |
| Franklin Pérez   | PSUV                       |
| Leandro Mora     | COPEI                      |

Período 2021 - 2025
| Concejales          | Partido político / Alianza |
| ------------------- | -------------------------- |
| Jhonny Zambrano     | AD                         |
| Mariangel Contreras | AD                         |
| Rolando Escalante   | AD                         |
| Gerardo Sánchez     | AD                         |
| Yohnny Roa          | PSUV                       |